# Merci pour tout
Pour plus de détails, voir Fiche technique et Distribution.
Merci pour tout est un film québécois réalisé par Louise Archambault et scénarisé par Isabelle Langlois. Le long métrage est sorti en salle le 25 décembre 2019.

## Synopsis
Les sœurs Marianne et Christine Cyr ne se parlent plus depuis un moment déjà, mais la mort de leur père les forcera à se revoir. Comme les deux femmes vivent des moments difficiles dans leur vie personnelle respective, elles décident de prendre la route ensemble afin de fuir leurs problèmes et d'aller, du même coup, répandre les cendres de leur père aux Îles-de-la-Madeleine. Mais, comme leur paternel était abonné aux affaires malhonnêtes, il leur a laissé en héritage quelques ennuis gênants qu'elles découvriront au fil de leur périple.

## Fiche technique
- Réalisation : Louise Archambault
- Scénario : Isabelle Langlois
- Musique : Martin Léon et Alexis Dumais
- Costume : Caroline Poirier
- Photo : Yves Bélanger
- Montage : Isabelle Malenfant
- Producteur : André Dupuy
- Distribution : Les Films Séville
- Budget : 5 000 000 $ CA
- Format : Couleur
- Durée : 99 minutes
- Pays :  Canada
- Langue : Français
- Date de sortie :  Québec : 25 décembre 2019

## Distribution
- Julie Perreault : Marianne Cyr
- Magalie Lépine-Blondeau : Christine Cyr
- Robin Aubert : Réjean
- Guy Nadon : Guy
- Gilbert Sicotte : Jean-Paul
- Patrick Hivon : Olivier
- Jean-François Pichette : Pierre
- Aliocha Schneider : Bruno

## Distinctions
Gala Québec Cinéma 2020
- 2 nominations :
  - Prix du public
  - Prix Iris du meilleur acteur de soutien : Robin Aubert